# 36号弗吉尼亚州州道
維吉尼亞州36號公路是為美國維吉尼亞州的一條重要的公路，跨越切斯特菲爾德郡的Matoaca，彼得斯堡東部和霍普爾市(Hopewell)。建於1933年，全長26.88公里。